# Thomas Cavendish
 (avril 2013).
Si vous disposez d'ouvrages ou d'articles de référence ou si vous connaissez des sites web de qualité traitant du thème abordé ici, merci de compléter l'article en donnant les références utiles à sa vérifiabilité et en les liant à la section « Notes et références ».
Pour les articles homonymes, voir Cavendish.
Thomas Cavendish (ou Candish), surnommé le « Navigateur », né le 19 septembre 1560 à Trimley St. Martin près d'Ipswich, Suffolk, en Angleterre, et mort en 1592 à l'île d'Ascension (?), fut un navigateur, pirate et corsaire anglais.

## Biographie
Il est le fils de Roger Cavendish, frère de Sir John Cavendish (dont les descendants, les ducs du Devonshire et les ducs de Newcastle, tiennent leur nom de famille : Cavendish)
Thomas partagea avec Sir Richard Grenville l'expédition en Virginie en 1585. Son tour du monde (1586-1588), peu après celui de Sir Francis Drake (1577-1580) lui valut le surnom de «le Navigateur ».
En 1586 il passa avec trois navires dans le Pacifique, où il brûla trois villes et treize vaisseaux espagnols. Il saisit le fameux Galion de Manille, le Santa Anna au Cabo San Lucas (au  large d'Acapulco), et embarqua à son bord Christopher et Cosmas, deux marins japonais faisant partie de l'équipage espagnol. Puis Cavendish continua, par les Îles des Larrons, vers les Îles de la Sonde. Il revint en Angleterre (avec seulement un de ses navires, le Desire), en 1588, par le cap de Bonne-Espérance. Cet exploit nautique le fit élever au rang de chevalier par la reine Élisabeth Ire d'Angleterre. Le butin de la Santa Anna, un million deux cent mille pièces d'or, déprima sévèrement le marché de l'or de la City de Londres.
Pour accroître encore ses richesses aux dépens des colonies espagnoles, Thomas Cavendish monta une seconde expédition et repartit en août 1591, sur le Lester, accompagné par un second vaisseau, piloté par John Davis, le Desire. Ils atteignent le port brésilien Santos, qu'ils pillent. Continuant vers le Grand Sud, au Détroit de Magellan, le Lester n'est plus fiable. Cavendish doit alors retourner au Brésil, où il perd la plupart de son équipage dans une bataille contre les Portugais à Vitória. Thomas Cavendish et John Davis se remettent en route avec le Desire à travers l'Atlantique vers l'île de Sainte-Hélène avec le reste de l'équipage, mais Thomas Cavendish meurt, probablement à l'Île d'Ascension. John Davis a continué vers le Sud et découvre les îles Malouines, avant de revenir en Angleterre, privé de la plupart de son équipage mort de famine et de maladies.